# Потопить «Бисмарк»
Потопить «Бисмарк» (англ. Sink the Bismarck!) — кинофильм.

## Сюжет
В 1941 году линкор «Бисмарк», гордость немецкого флота, был спущен на воду и отправился в свой первый боевой поход. Спустя несколько дней он настиг и уничтожил мощный английский линейный крейсер «Худ» со всем его экипажем. Уинстон Черчилль отдал приказ командующему военно-морскими операциями капитану Джонатану Шепарду найти «Бисмарк» и потопить его любой ценой… 

## В ролях
| Актёр           | Роль                    |
| --------------- | ----------------------- |
| Кеннет Мор      | капитан Шепард          |
| Марк Дигнам     | капитан Лобен Маунд     |
| Дана Уинтер     | Энн Дэвис               |
| Джон Баррон     | сотрудник ПРО           |
| Карл Мехнер     | капитан Эрнст Линдеманн |
| Лоуренс Нейсмит | адмирал Дадли Паунд     |
| Эсмонд Найт     | капитан Джон Лич        |
| Карел Штепанек  | адмирал Гюнтер Лютьенс  |

## Интересные факты
- Эсмонд Найт, сыгравший командира линкора «Принц Уэльский», во время боя с «Бисмарком» служил артиллерийским офицером на этом корабле. Во время сражения он был тяжело ранен и временно лишился зрения.